# Caso adesivo
En lingüística, el caso adesivo es el cuarto caso locativo. Este caso expresa la posición en un lugar abierto (en oposición al caso inesivo) con respecto al que existe una proximidad inmediata de alguien o algo. En algunos contextos, el adesivo finés se puede traducir por las construcciones preposicionales «sobre» o «encima de» y en otros casos simplemente con la preposición "en", pero indicando una posición contigua, cercanía o contacto, nunca localización "dentro" del sustantivo en adesivo (en tal caso se utilizaría el inesivo). El resto de sus usos derivarían de este significado principal.
Los otros casos locativos en finés son:
- Caso elativo ("fuera de")
- Caso ilativo ("hacia adentro de")
- Caso inesivo ("dentro de")
- Caso adlativo ("a", "hacia")
- Caso ablativo ("desde fuera de")

Ejemplos:
- En finés, el sufijo que se emplea para expresar el caso adesivo es «-lla/-llä», por ejemplo «ikkuna» significa «ventana» e «ikkunalla» significaría «a la ventana».
- En húngaro, utilizan los sufijos «-nál/-nél:». «A fal» significa «el muro» y «a falnál» significa «cerca del muro», "en el muro" (puesto o colgado).

- Datos: Q281954